# Höchtl Margit
Höchtl Margit (Budapest, Terézváros, 1894. szeptember 26. – Debrecen, 1969. augusztus 26.) magyar zongoraművész és tanár.

## Élete és munkássága
Höchtl Károly és Fejér Klotild leányaként született Budapesten. Höchtl Margit a Liszt-tanítvány Szendy Árpád növendékeként a liszti modern zongoratechnika művelője és továbbadója. Továbbképezte magát Bécsben, Leopold Godowsky mesteriskolájában. Avatott előadója volt Liszt Ferenc életműve mellett még Frédéric Chopin, Robert Schumann, Franz Schubert, Claude Debussy, Dohnányi Ernő és mások műveinek.
A két világháború közt a debreceni nyári egyetem jeles előadó művésze volt. Höchtl Margit tanítványai és közönsége kívánságára a hangverseny helyszínén a repertoár lejátszása után kívánságra a klasszikusok bármely darabját előadta kotta és minden előkészület nélkül óriási sikerrel, hihetetlenül jó zenei memóriája volt.
A debreceni, majd a szegedi zenei konzervatóriumokban tanított. Számos kiváló tanítványa volt, köztük Comensoli Mária zongoraművésznő, aki az Országos Filharmónia szólistájaként számos hangversenyt adott, Vásáry Tamás zongoraművész és karmester, dr. Földes Józsefné Szilágyi Margit zongoratanárnő.

## Emlékezete
Tiszteletére tanítványai 2008. január 11-én emléktáblát helyeztek el a Szegedi Tudományegyetem Zeneművészeti Kara (Szeged, Tisza Lajos krt. 79–81. sz.) épületének falán. Köszöntőt mondott dr. Kerek Ferenc zongoraművész, a Zeneművészeti Kar dékánja, avatóbeszédet mondott Czilczer Olga költőnő. Az emléktáblát leleplezte dr. Földes Józsefné Szilágyi Margit zongoratanárnő és Vásáry Tamás Kossuth-díjas zongoraművész és karmester. 